# 樂視控股
乐视控股集团、乐视集团，英文名LeEco，成立于2004年，是中华人民共和国的一家互联网产业集团，创始人贾跃亭與集團因財務危機積欠眾多債權人款項未還，列入企業與個人失信執行名單。
乐视集团由乐视网发展而来，但其业务逐漸廣泛，除涵盖互联网视频、影视制作与发行等還有智能终端、应用市场、电子商务、互联网智能电动汽车。贾跃亭將以上多項業務統稱為“乐视生态”。
2017年9月27日，“乐视网”拟将公司及品牌更名为“新乐视”，被大众视为“去贾跃亭化”。

## 公司概述

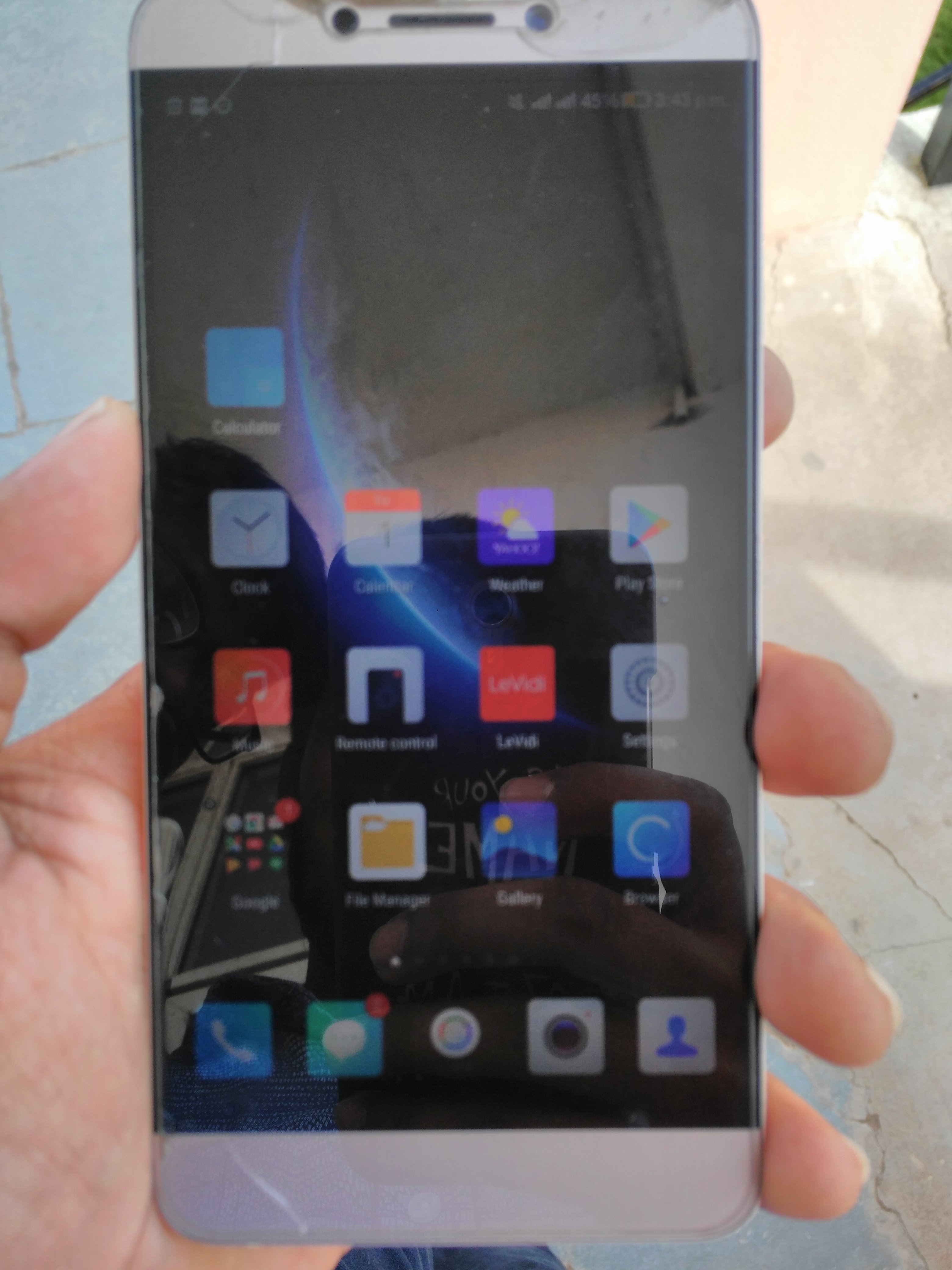
樂視找代工廠生產的低階手機，內預載其視頻APP

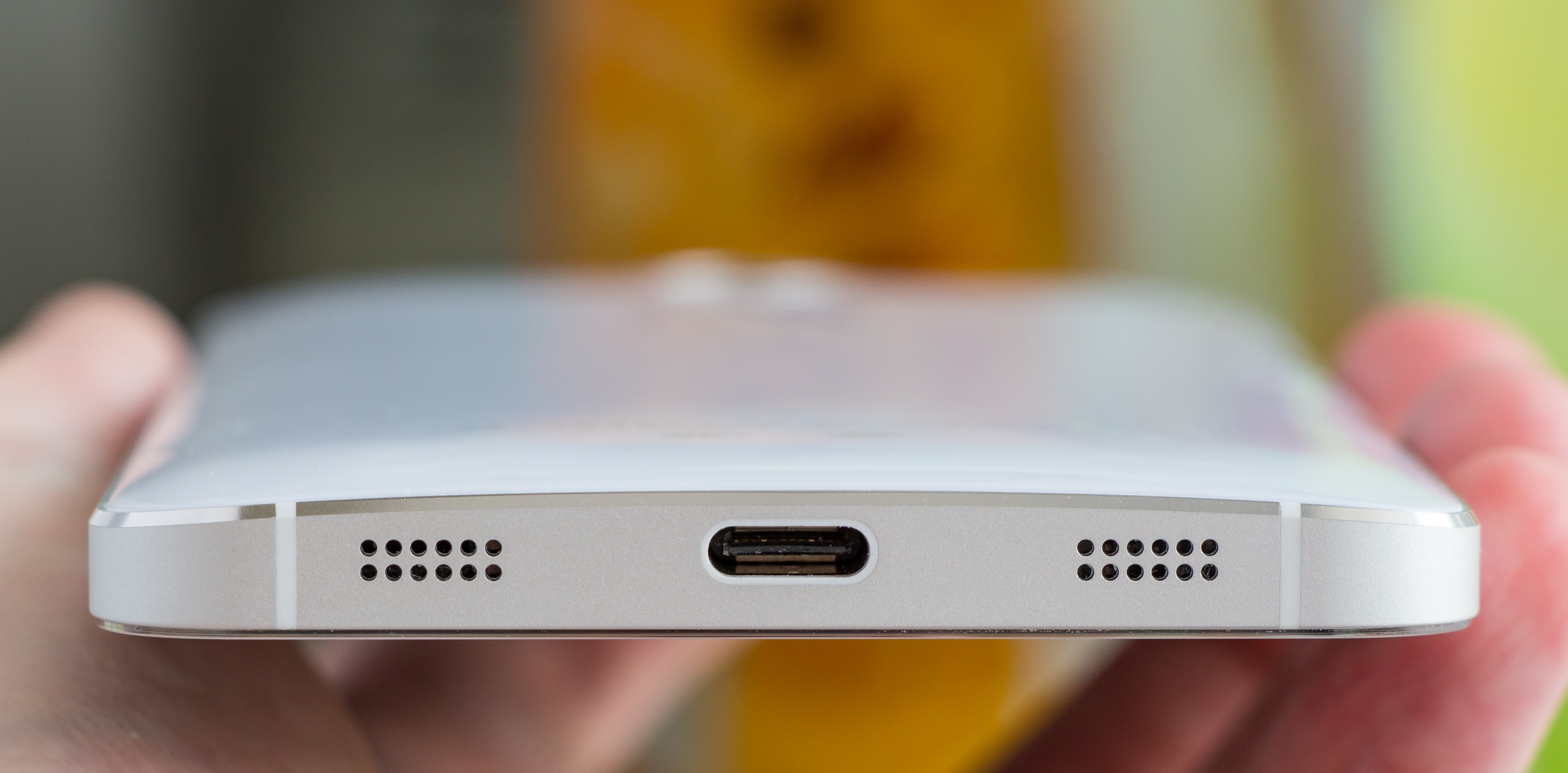
LeTV X600手機USB-C端口

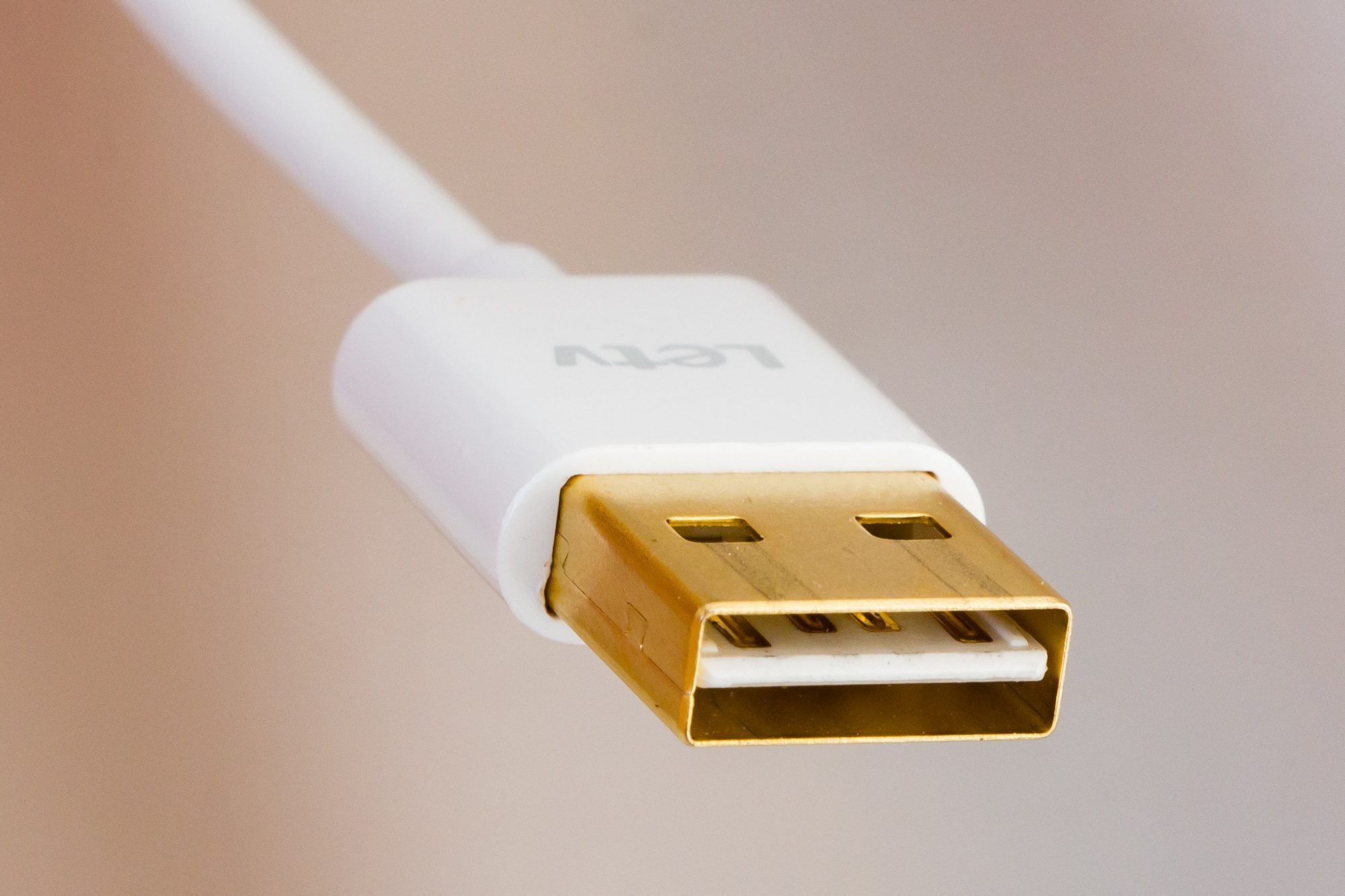
印有樂視標籤的USB線

乐视集团旗下公司包括乐视网、乐视致新、乐视移动、乐视影业、花儿影视、乐视体育、网酒网、乐视控股等公司。2014年，乐视全生态业务总收入接近100亿元。2014年12月，贾跃亭宣布乐视“SEE计划”，将打造超级汽车以及汽车互联网电动生态系统。其中乐视网成立于2004年11月，是国家级高新技术企业，2010年8月12日在中国创业板上市，是行业内全球首家IPO上市公司，中国A股最早上市的视频公司。
2014年，随着乐视网业务资本拓展成功，乐视拓宽乐视影业，与影视界导演及明星合作，出版发行电影。与此同时，乐视集团拓宽乐视智能终端业务，并在2015年急速前进，推行乐视超级电视、乐视超级手机、乐视盒子、EUI及Leme智能配件等。而在产业链上，拓宽云视频开放平台、电商平台。2015年冬，随着乐视网在深圳证券交易所停牌，贾跃亭接连推出乐视超级汽车、“SEE计划”、乐视体育、乐视VR头盔，引发业内关注。

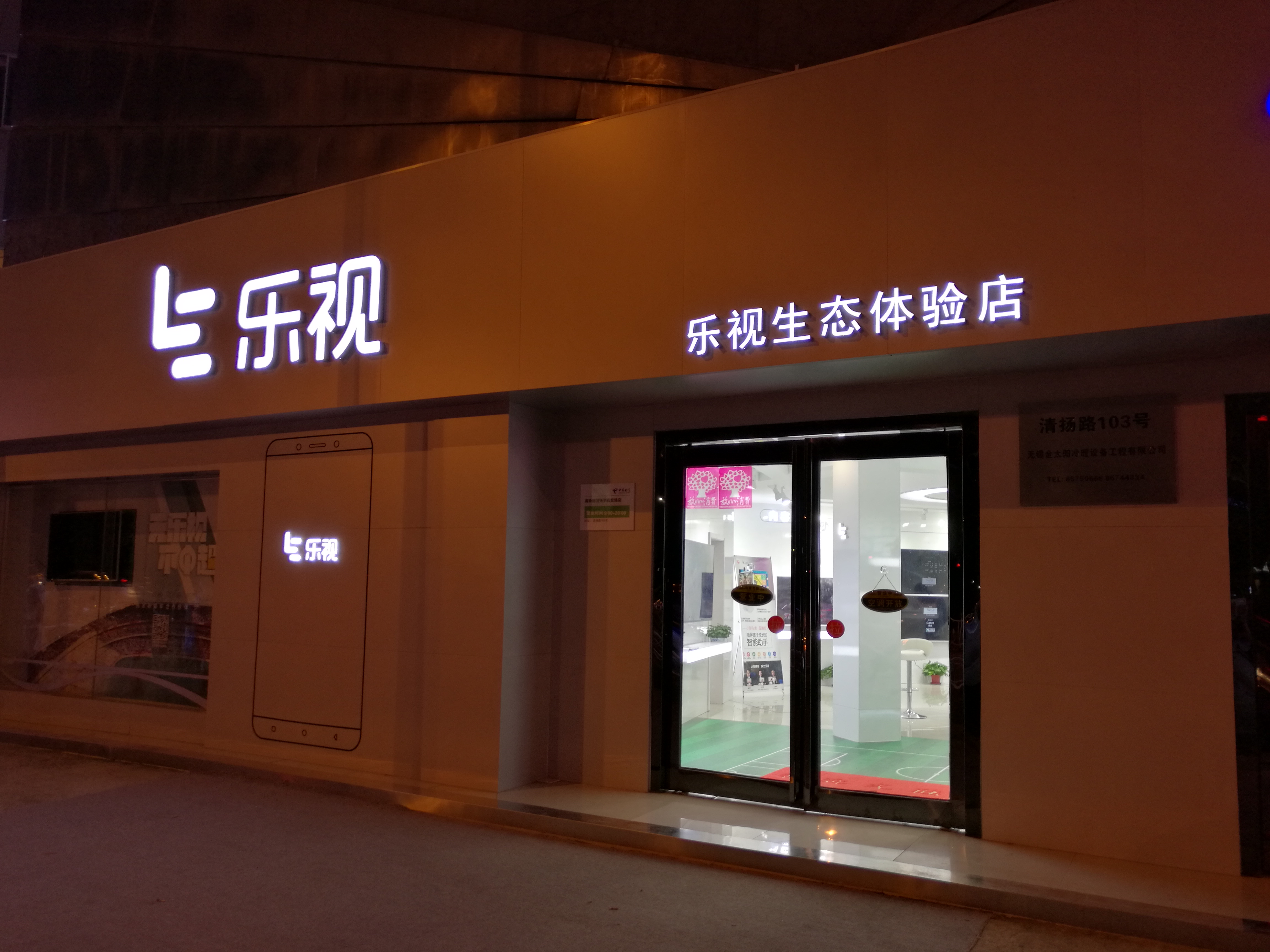
生態店

## 市場拓寬
2015年12月，乐视集團开始了一系列收购，包括易到用车、酷派，与法拉第未来、飞鸽自行车合作办厂。2016年7月26日，乐视以20亿美元收购美国第二大电视商VIZIO。
2016年6月23日，樂視斥資2.5億美元收購雅虎在矽谷聖塔克拉拉近郊將近300英畝（約19.7萬平方公尺）的土地。与此同时，乐视集团董事长贾跃亭率队抵达俄罗斯莫斯科，组建了由徐昕泉负责的乐视俄罗斯分公司（LeRee），并成功拿下2018年俄罗斯足球世界杯转播权。与此同时，乐视以俄罗斯、北美为前头堡，开始着手进行全球化扩张，销售乐视手机、电视、自行车在内的各类产品。

## 資金危機
然而，负面信息随着乐视集团的发展不断酝酿。2016年11月，在小米科技雷军的授意下，其旗下一点资讯开始大量报道乐视网出现巨额资金链断裂问题；很快对于乐视集团的攻击开始全面化，包括阿里系参股的上海第一财经开始攻击易到用车的资金流问题、以及谣传乐视手机冯幸被开除；小米系蓝鲸TMT、财联社分别诬陷高通、仁宝停止向乐视手机供货；而乐视网持股第二的鑫根基金也发布异议。
2016年11月6日，乐视创始人、CEO贾跃亭发布了一封全员信，表示公司资金链和融资能力出现问题。11月23日，台灣仁宝电脑證實乐视逾期還款新台幣42.5億元(2016年9月數據)，但已經重新協商還款計畫，於11月中旬已於依約還款。12月9日，乐视以2.79亿元的价格，拍下坐落于浙江德清经济开发区的90万平方米土地，乐视汽车莫干山一期工厂将于本月27日在此开工奠基；此前8月，浙江省人民政府与乐视在杭州召开发布会，宣布双方正式启动包括乐视超级汽车生态体验园区、智能汽车产业基金、互联网金融等多个重大项目的战略合作。
2017年1月，新三板公司豪声电子向上海国际仲裁中心提交仲裁，涉及樂視移動未支付采购款的第一期金額(原在2016年12月11日到期)，以至触发合約條文，令餘下八期分期款提早到期，涉及人民币約1100萬元、美金約6百萬元及利息。
同年1月13日至14日，融創中國及乐视网公佈，融創中國透過关联公司嘉睿汇鑫向樂視控股購買15%乐视影业股權、向乐视网購買部分乐视致新股權。同時華夏人壽、樂然投資和融創中國向乐视致新增資，令樂視控股股權被分薄至18.3805%，以解决乐视致新與樂視控股的資金危機。

### 財務危机爆發
2017年3月开始北美总部出现有规模的裁员，并且有信息指出有假招聘现象，直到5月北美总部已经接近人去楼空和出现贱卖办公用品的现象。6月招商銀行上海川北支行於6月26日向上海市高級人民法院申請財產保全，扣押樂視控股、和老闆夫婦賈躍亭、甘薇名下存款12.36億人民幣獲准，樂視打造自己的「終端+平臺+內容+會員」生態體系計畫，進軍汽車業也一直受質疑負面消息不斷，據稱已經積欠手機、電視供應鏈夥伴資金數十億元人民幣。7月17日樂視臨時股東會賈躍亭未出現，股東會在場內外擠滿債主和投資人的叫囂聲中以10多分鐘匆匆結束，不过前来讨债的手機與電視供应商并未离去在場外舉牌討要積欠的貨物款。
2017年7月底美國內華達州財政部長施瓦澤表示，樂視整個公司就是龐氏騙局，不斷宣布新項目來融資和獲取資源，但都是用以拯救之前項目缺口而新項目無進展。騰訊聯合創始人曾李青也貼文認為其是龐氏騙局並且貼文獲得馬化騰點讚，然而也有觀點認為騰訊與其有競爭關係，有出來落井下石的動機。9月份暴風集團的老闆馮鑫在演講中痛罵樂視是「豬一樣的隊友」其無序管理和空想汽車大夢的後果，造成整個股市和銀行界開始嚴審網路視聽產業的所有公司，很多公司被無端波及遭到抽銀根和貸款難問題。
尽管乐视网相继进行员工持股计划、高管持股计划，贾跃亭发布内部信、上市公司相继回应各种攻击，乐视的供应商及一些竞争对手（奇虎360周鸿祎、锤子科技罗永浩、利亚德董事长李军等）纷纷表示支持乐视；贾跃亭的长江商学院全班同学也出面投资6亿美元。但是上市公司股价仍然出现连续暴跌，并一度跌至6月复盘后的60%。关于乐视网及其姊妹公司的争议仍被各类自媒体不断放大，其中还包括有：乐视体育超过60%裁员、乐视汽车停滞、乐视手机资金链断裂、股价逼近贾跃亭质押平仓线等。同年12月，上市公司乐视网停盘，以规避持续的做空力量，并着手乐视致新的融资。
2017年1月13日至14日，融创中国及乐视网公佈，融创中国透過关联公司嘉睿汇鑫向乐视网大股东贾跃亭購買8.61%乐视网股權、向乐视网購買部分乐视致新股權。同時華夏人壽、樂然投資和融創中國向乐视致新增資，令乐视网在乐视致新的股權被分薄至40.3118%（仍為大股東），但解決乐视致新與乐视网的資金危機。

### 賈躍亭辭職
2017年5月21日，贾跃亭申请辞去乐视网总经理职务，专任董事长一职，乐视网总经理职务改由梁军担任。而此前几天，原隶属于乐视电商负责的超级电视的销售职能统一并入乐视致新，由梁军直接管理；对应了线下乐帕体系的组织结构也调整为四大线下销售区域总部分管。
2017年6月26日，招商银行上海川北支行依法申请资产保全乐视抵押物，被上海市高级人民法院裁定为符合法律规定。据该法院公布，其具体裁定内容为：冻结乐风移动香港有限公司、乐视移动智能信息技术（北京）有限公司、乐视控股（北京）有限公司和贾跃亭、甘薇名下银行存款共计人民币12.37亿元，或查封、扣押其他等值财产。同年7月6日，贾跃亭提出将辞去乐视网董事长一职，同时辞去董事会提名委员会委员、审计委员会委员、战略委员会主任委员、薪酬与考核委员会委员相关职务，辞职后将不再在乐视网担任任何职务。辞职申请自选举出新任董事后生效。乐视网21日晚间公告，公司第三届董事会第四十六次会议选举孙宏斌为公司第三届董事会董事长，任期自董事会通过之日起至第三届董事会届满之日止；变更公司法定代表人为总经理梁军。
由于负面攻击一直未停，乐视网的销售收入出现锐减，以至于上市公司三季度财报出现10亿元人民币亏损。2017年10月31日，乐视网估值遭多家基金下调，同时大量媒体报道于2014年、2016年之后，再提乐视网IPO造假，相关发行审核委员会委员被调查。11月4日，中国证券监督管理委员会就发行审核委员会委员被调查的报道表示“已经转给相关部门，正在进一步了解核实”。

### 失信黑名單
樂視危機的最核心為贾跃亭宣布大舉斥資建造FF未來汽車產業開始，其在北美的巨額投入，與撲朔迷離從未開工的廠區，不知能否上路的汽車，種種謎團一直縈繞不去。2017年3月开始北美FF汽車总部出现有规模的裁员，并且有信息指出有假招聘现象，直到5月北美总部已经接近人去楼空和出现贱卖办公用品的现象。
2017年5月21日，贾跃亭申请辞去乐视网总经理职务，专任董事长一职，乐视网总经理职务改由梁军担任。2017年7月6日，贾跃亭辞去乐视网包括董事长在内的所有职务，但将担任乐视汽车的全球董事长。贾跃亭本人在宣布辞职消息发布前一天突然离开中国前往美国，理由是为乐视FF汽车在美进行融资，并将于两周后回国。然而截止今并未返回，證監會兩度發令通告其回國處理債務，但置之不理，並有記者潛入北美FF总部發現只有兩名管理員，沒有任何設備，當地居民表示從未有開工跡象，該廠區是一座倒閉工廠被贾跃亭承租，之後掛上了帆布製FF招牌就空置至今。
2017年9月7日，最高人民法院下属的中国执行信息网公布信息，乐视控股（北京）有限公司和乐视移动智能信息技术（北京）有限公司被列入了全国失信执行人名单(俗稱老賴黑名單)。而赴美逾期不归的贾跃亭依旧担任乐视控股的法人。12月11日，北京市第三中级人民法院将贾列为失信被执行人。12月25日，北京证监局发布通告，责令贾跃亭于2017年12月31日前回国，切实履行公司实际控制人应尽义务，配合解决公司问题。然而贾跃亭并未遵守通告规定回国。对此，贾本人回应称，已委托妻子甘薇和哥哥贾跃民全权代理其行使上市公司股东权利和履行股东责任。12月份賈躍亭本人因積欠證券公司股款也被列入失信人名單，從此不得進行高消費及搭乘飛機、高鐵等限制。

### 代夫出征
2017年聖誕節前後為媒體釋疑，賈躍亭依然逃亡海外，但隔海公布一張據稱倫敦FF總部照片，公司前有七輛疑似FF汽車的模型或真車，無法確認。周邊包圍上百名帶聖誕帽的外國人大合照，其稱這些人都是員工。
2018年元旦其妻甘薇回國，並帶有授權書全權處理賈躍亭債務問題，並表示全家沒有欠債潛逃，家中只有兩套房產都已經被查封，其餘動產金錢也查封，公司款項從未用於家庭支出等聲明，並交代外界質疑的財務概況
- 出售樂視股權所得僅97億元人民幣[66]
  - 其中20億元交欠稅
  - 質押股票的貸款欠債69億元償還
- 欠債2014年至今利息17.4億元償還
- 股權投資約16億元
- 經營投入152億元

總支出在274億以上，所以不但錢未私用還個人替公司擔保177億多欠款，尚在滾利息，此為甘薇目前說法。
隨後1月3日央視以長達半小時專題報導節目探討樂視案，節目中暗示賈躍亭姐姐也參與公司系列案件並有70多億人民幣資金去向不明，間接質疑甘薇說法，且表示今後調查方向各方與民間訴訟人不應再採信姊弟倆提供的資金去向資料，而必要時等刑事判決確定透過國際刑警組織將其抓捕歸案。央視財經台同日專題報導暗示，賈家的操作手法是利用境內上市公司舉債，錢抽往海外搞投資項目，在海外無法監管下可以隨意花錢，例如購買豪宅或給自己上億年薪，之後再回國以「投資失敗」做結案，一切合法。節目中律師專家表示已經不是證券行政機構管理範圍，應該報警將其交給公安處理，節目引用格力電器董明珠的評論「我不知道賈躍亭最初是不是想騙錢，但結果就是如此，我相信帮贾跃亭的人太多太多，结果让太多人失望。」
2018年1月7日，贾跃亭妻子甘薇在微博发布声明称，在过去一周，甘薇通过资产抵债和出售资产的方式，已出售两笔资产，实现很小一部分债务的实质解决。她还表示将与银行寻求沟通，希望能对已冻结的资产进行相应比例的解冻，以便于偿还更多债权人的债务。農曆新年期間鳳凰衛視拍攝到其在美國的巨大濱海豪宅過年，有龐大的玫瑰花園。

### 償債方案
2018年農曆年後賈躍亭持續逃亡海外不回，並不理會證監會相關命令，諸多債權人已經走上法律程序。賈躍亭則持續透過海外網站發布照片和所謂FF電動車即將量產成功消息，但業界人士不表樂觀，不論該電動車是否存在，這都是一個高難度行業，連美國特斯拉都陷入生產和銷售困境，其FF電動車是否存在、廠房是否存在、車子性能品質，等諸多都是神祕謎團，若真有汽車上市消費者對其維修服務信心，是否敢購買，更是遙遠的不確定。
乐视网（300104）公司方对深交所问询函的回复於2018年三月見諸公眾，其表示透過一系列債務協商和資產抵債計畫，目前勉強維持在帳面資產大於負債的界線狀態，然而今年若找不到新金主投資可能年內就會出現資不抵債，不少投資人和市場分析則認為其實有會計準則和資產估價包裝，真實狀態已經資不抵債。但無論如何維持在不下市狀態就是一個機會，能以拖待變。回函顯示樂視子公司、賈躍亭夫婦等對母公司的關聯方欠款達47.26亿元佔總應收帳款72億元的65.81%，屬於大頭，對於關聯方欠款樂視達成三項措施找回部分錢款：
1. 乐视金融將100%股權，當初投入約30億現在以砍半作價約14億抵債給母公司[71]。
2. 新乐视智家股权當初質押給中国民生信托貸款11億，將任由法拍處置，所得抵債11億中的部分。
3. 乐视电子商务(北京)公司相关资产設備拍賣，約估價9200多萬。

經營調整方面，手机、车联网、VR等項目判斷已經沒有競爭力和短期獲利可能，全部終止研發。投資3億元的乐视创景公司預估將倒閉，先提列全額損失準備，对酷派集团的投资8.88億，預估該集團經營惡化預先提列4.68亿。积极与相关金融机构协商贷款展期。
回复函表示樂視承認存在五大危機：
- 大量对供应商的欠款无法支付
- 销售渠道陷入困局
- 业务规模大幅下滑境况
- 巨额关联应收款项無法追回
- 大股东(賈躍亭夫婦)违反借款承诺